# Yaw Sam
Yaw Sam (2 febbraio 1945) è un ex calciatore ghanese.

## Carriera
Partecipò alle Olimpiadi del 1972, giocando 3 partite.